# Terap Adoum Yaya
Terap Adoum Yaya (ur. 10 października 1974) – czadyjski lekkoatleta, olimpijczyk, dwukrotny reprezentant Czadu na letnich igrzyskach olimpijskich w 1992 oraz 1996.